# ليوبولد الثالث دوق النمسا
ليوبولد الثالث (1 نوفمبر 1351 - 9 يوليو 1386)؛ والملقب بـ العادل، هو دوق النمسا وذلك بكونه من عائلة هابسبورغ العريقة، منذ عام 1365 حتى 1379 ودوق ستيريا وكارنيولا وكارينثيا من الأعوام 1365 - 1386، وفضلاً عن ذلك هو الحاكم في النمسا الخارجية وتيرول.

## السيرة الذاتية
ولد ليوبولد في فيينا، بحيث يعتبر الابن الأصغر لألبرخت الحكيم دوق النمسا، بالتالي هو حفيد ألبرخت الأول ملك ألمانيا وشقيق الأصغر كلا من رودولف المؤسس وألبرخت ذو الضفيرة، والدته هي يوهانا من بفيرت توفيت بعد ولادته بوقت قصيرة كانت وريثة للعديد من الأملاك في شوابيا، وبعد وفاة والده في 1358 أصبح شقيقه الأكبر رودولف المؤسس حاكم على جميع الأراضي هابسبورغ، على الرغم من قوانين التي تلزمه بالمشاركة السلطة مع أخوته، إلا أن مع 1364 بسبب عدم وجود وريث له، اصدر قانون المشاركة السلطة مع أشقائه الصغار ألبرخت وليوبولد، شقيقهم الثاني فريدرخ (توفي في 1362).
توفي شقيقه رودولف في 27 يوليو 1365، وبذلك ورث ألبرخت وليوبولد السلطة سوياً، مع ذلك أخذ ألبرخت الحقوق الإضافية بكونه الفرد الأكبر سناً على قيد الحياة آنذاك، إلا أن ليوبولد أصبح قائداً عاماً لقوات هابسبورغ في المعارك، بحيث تمكن في 1368 من قهر توغل البافاري في تيرول، وبذلك أصبحت تيرول تحت الحكم النمساوي في 1370، وفي 1372 انفصل ليوبولد عن أخيه في الحقوق والمكانة والدخل الذي شعر أنه من مستحقاته، وفي 25 يوليو 1373 وقع الأخوين معاهدة سلام والتي منحت له السيطرة على تيرول والنمسا الخارجية وكارنيولا، ومع ذلك أُجبر على تقاسم الدخل فيما بينهم، لاحقاً قاد قريبه أنغوراند السابع دي كوسي جيشاً من مرتزقة إلى الألزاس وسويسرا للاستيلاء على ممتلكات هابسبورغ في سوندغاو وبريزغاو وكونتية بفيرت مما أدى حرب شاملة في 1375 إلا أن لم يستطيع هزيمته، بذلك تراجع ليويولد نحو برايزاخ على الراين، وأيضا تمكن من مهاجمة تحالف مدن السويسرية وطرد جيش مرتزقة من بلادهم وأنهى الحرب.
بحلول 1375 ورث ليوبولد بعض ممتلكات آل غوريتسيا السابقة في تخم فينديك وكارنيولا البيضاء وفريولي وإستريا، ومع 6 أغسطس 1376 حصل على حق إقامة تحالف مع حكام الأجانب، وفي أغسطس 1377 غادر شقيقه الأكبر ألبرخت نحو بروسيا لمدة خمسة أشهر تاركاً ليوبولد حاكم الأوحد في المنطقة، خلال هذه الوقت وقع ليوبولد معاهدة سلام مع أكثر خصوم شقيقه تمرداً، وكذلك وقع مع شقيقه معاهدة نيوبرغ التي قسمت ممتلكات العائلة فيما بينهم، وبذلك أصبح الحاكم على ستيريا (بما في ذلك فينر نويشتات)، كارينثيا وتيرول وكارنيولا، والأراضي النمساوية في شوابيا، وفي 1382 تمكن من الوصول إلى البحر وذلك من خلال سيطرته على ترييستي وبذلك دفع البنادقة عنها.
قام ليوبولد بتعزيز الحرفة والتجارة بشكل كبير في تيرول، مما شجع على نمو مدن مثل ميران، وكذلك سيطر على مدينة بازل في 1376، واستطاع شراء لاوفنبورغ من أبناء عمه الهابسبورغيين في شوابيا، ومع ذلك باءت محاولته بالفشل في توسيع مركزه في سويسرا، لأنه قُتل في معركة سيمباخ التي دارت بينه وبين الاتحاد السويسري، في البداية دفن في دير في سويسرا، ومع ذلك في 1770 نقل جثمانه إلى دير في بادن، قبل يستقر نهائياً في دير في كارينثيا.

## الزواج والذرية
تزوج ليوبولد من فيريدس فيسكونتي ابنة بيرنابو فيسكونتي لورد ميلانو، أنجبت له 7 أبناء:-
- مارغريت (1370-؟)
- فيلهلم المجامل (1370-1406)؛ دوق النمسا.
- ليوبولد البدين (1371-1411)؛ دوق النمسا.
- إرنست الحديدي (1377-1424)؛ دوق النمسا.
- إليزابيث (1378-1392).
- فريدرخ ذو الجيوب الخاوية (1384-1439)؛ دوق النمسا.
- كاثرينا (1386-؟)؛ راهبة.